# Plaza de toros de Santander
La plaza de toros de Santander, también conocida como coso de Cuatro Caminos o plaza de toros de Cuatro Caminos, es el coso taurino de la capital de Cantabria, Santander, en España.
Es una plaza de toros de segunda categoría, propiedad del Ayuntamiento de Santander, con un aforo de 10 045 localidades, y está ubicada en la calle Jerónimo Sainz de la Maza, muy cerca de Cuatro Caminos.
En 2013 se produce una reforma que disminuye en 288 las localidades para que el acceso al coso sea mucho más cómodo para los aficionados, pasando a tener un aforo 10 333 a 10 045 localidades, aunque anteriormente ya se habían disminuido sus localidades ya que en el momento de su construcción tenía 11 700 plazas.
En el año 2016, el pleno del Ayuntamiento de Santander decidió suprimir la subvención pública que el consistorio daba anualmente a la plaza. Solo el Partido Popular (que gobernaba la ciudad en minoría) defendió mantenerla y finalmente perdió la votación y retirándose la ayuda pública, causando un gran debate en la ciudad al alegar, los taurinos, que esa decisión podría poner en peligro el futuro de la plaza.
Es la única feria taurina de España cuya financiación es exclusivamente con dinero público y cuya gestión sólo es del Ayuntamiento por medio de la Fundación Plaza de Toros.
Además acoge el Museo Taurino de la ciudad.

## Historia
Fue inaugurada el 25 de julio de 1890, coincidiendo con el Día de Santiago, festividad de la ciudad de Santander. Fue construida ese mismo año según proyecto de Alfredo de la Escalera, principalmente con mampostería, hierro, ladrillo y madera para un aforo de 11 700 localidades, casi duplicando el aforo de la vieja plaza que tenía cabida para 6 700 espectadores.
Cuenta con un diámetro de 51 metros. Al igual que la antigua plaza, tiene tendido y dos pisos o gradas. Sobre el superior hay una arcada de estilo neomudéjar sobre la que se aprecian los hierros y las divisas de las ganaderías españolas existentes al momento de construcción del ruedo, excepto una, que fue de inventada por el arquitecto para guardar la simetría y que representa a un cangrejo con una S de Santander.
Los principales festejos celebrados en la plaza, coinciden con las fiestas locales: la Feria de Santiago. Durante esta feria, la celebración suele consistir en diez corridas festejos: seis corridas de toros normales, una Corrida de Beneficencia, una novillada picada, un rejoneo y un festejo mixto. También se convierte anualmente en el lugar de celebración de concursos de recortes, y conciertos musicales varios.
Por el ruedo de la Plaza de Cuatro Caminos han pasado grandes figuras del toreo y el rejoneo, entre los que destacan Juan José Padilla, José Tomás, Morante de la Puebla, Curro Romero, Joselito, El Juli, Enrique Ponce, El Cid, Pablo Hermoso de Mendoza, Miguel Ángel Perera, Talavante, Víctor Puerto, Sebastián Castella o Francisco Rivera Pérez, "Paquirri", que toreo en esta plaza días antes de su muerte en 1984 en la plaza de Pozoblanco. Entre las principales ganaderías, se encuentran las de Victorino Martín, Jandilla, Torrealta, Juan Pedro Domecq, Fermín Bohórquez o Cebada Gago.
Durante la Guerra Civil la plaza sirvió como campo de concentración de prisioneros republicanos a raíz de la caída de Santander, de agosto a octubre de 1937, y también entre febrero y mayo de 1939, ya terminada la contienda.

### Plazas anteriores
Antes que esta, existieron en Santander dos plazas más: la primera, la de la calle Juan de Alvear (actual calle San Luis), inaugurada en los años 1840; y posteriormente, la de Molnedo, en Santa Lucía, de 1859. Con más anterioridad se celebraban corridas en diversas plazas de la ciudad acomodadas para ello.